# Clubiona reclusa
Clubiona reclusa là một loài nhện trong họ Clubionidae.
Loài này thuộc chi Clubiona. Clubiona reclusa được Octavius Pickard-Cambridge miêu tả năm 1863.

## Hình ảnh

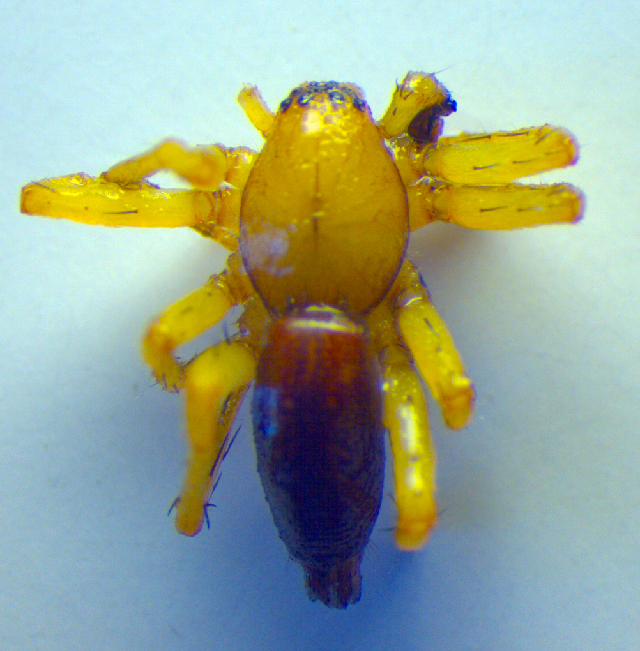